# Sarkidiornis
Sarkidiornis är släkte i familjen änder inom ordningen andfåglar.
Släktet omfattar här två arter som förekommer i Afrika söder om Sahara, på Madagaskar och från Indien till södra Kina samt i Sydamerika öster om Anderna och söderut till norra Argentina:
- Knöland (S. melanotos)
- Kamand (S. sylvicola)

Kamand behandlades tidigare ofta som underart till knöland och vissa gör det fortfarande.